# Astragalus ikonnikovii
Astragalus ikonnikovii — вид квіткових рослин з родини бобових (Fabaceae). Ареал охоплює такі країни: Таджикистан.

## Середовище
Це багаторічна трав'яниста рослина, що росте в альпійських регіонах; знайдена на висоті 4000 метрів. Немає відомих серйозних загроз для цього виду.